# Srinagarindra
La Srinagarindra de Tailàndia (สมเด็จศรีนครินทราบรมราชนนี), nascuda Sangwan Talathap, (Bangkok 21 d'octubre de 1900 - 18 de juliol de 1995) és la mare de l'actual rei Ananda Mahidol a Bhumibol Adulyadej. La gent sovint l'anomena “Somdej Ya”.